# Leichtathletik-Europameisterschaften 2006/100 m Hürden der Frauen

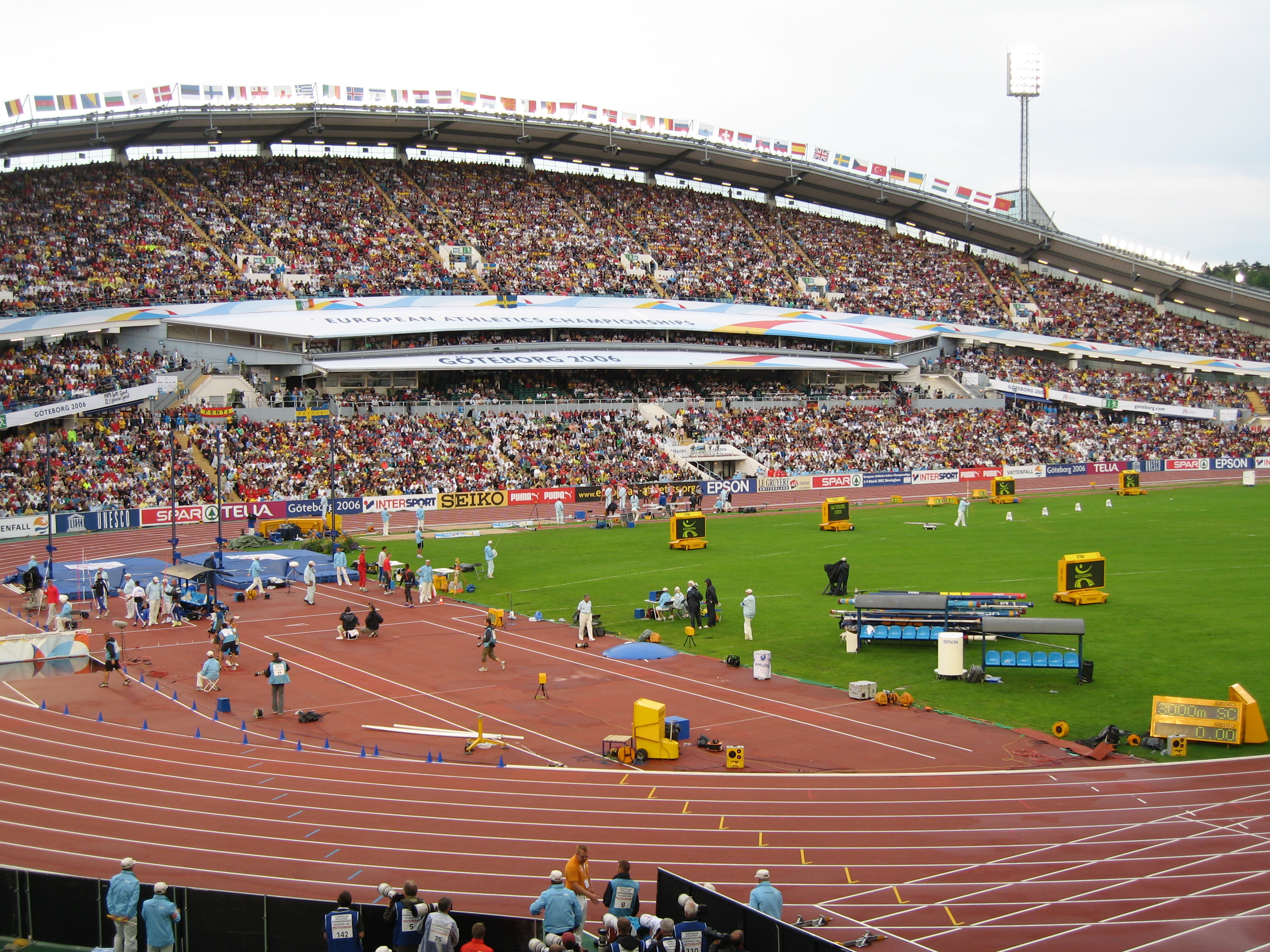
Das Ullevi-Stadion in Göteborg während der Europameisterschaften 2006

Der 100-Meter-Hürdenlauf der Frauen bei den Leichtathletik-Europameisterschaften 2006 wurde am 10. und 11. August 2006 im Ullevi-Stadion der schwedischen Stadt Göteborg ausgetragen.
Europameisterin wurde die Schwedin Susanna Kallur. Da auf dem Zielfoto kein unterschiedlicher Einlauf der zweit- bzw. drittplatzierten Hürdensprinterin erkennbar war, wurde die Silbermedaille zweimal vergeben. Die Deutsche Kirsten Bolm und die Irin Derval O’Rourke belegten den gemeinsamen zweiten Rang.

## Bestehende Rekorde
| Weltrekord           | 12,21 s | Jordanka Donkowa | Stara Sagora, Bulgarien      | 20. August 1988 |
| Europarekord         | 12,21 s | Jordanka Donkowa | Stara Sagora, Bulgarien      | 20. August 1988 |
| Meisterschaftsrekord | 12,38 s | Jordanka Donkowa | EM Stuttgart, BR Deutschland | 29. August 1986 |

Der bestehende EM-Rekord wurde bei diesen Europameisterschaften nicht erreicht. Die schnellste Zeit erzielte die schwedische Europameisterin Susanna Kallur im Finale mit 12,59 s bei einem Rückenwind von 0,5 m/s, womit sie 21 Hundertstelsekunden über dem Rekord blieb. Zum Welt- und Europarekord fehlten ihr 38 Hundertstelsekunden.

## Legende
Kurze Übersicht zur Bedeutung der Symbolik – so üblicherweise auch in sonstigen Veröffentlichungen verwendet:
| NR  | Nationaler Rekord                        |
| DNF | Wettkampf nicht beendet (did not finish) |

## Vorrunde
Die Vorrunde wurde in fünf Läufen durchgeführt. Die ersten beiden Athletinnen pro Lauf – hellblau unterlegt – sowie die darüber hinaus sechs zeitschnellsten Läuferinnen – hellgrün unterlegt – qualifizierten sich für das Halbfinale.

### Vorlauf 1
10. August 2006, 10:45 Uhr
Wind: +0,3 m/s
| Platz | Name                | Nation         | Zeit (s) |
| ----- | ------------------- | -------------- | -------- |
| 1     | Susanna Kallur      | Schweden       | 12,70    |
| 2     | Tatjana Pawli       | Russland       | 13,06    |
| 3     | Sarah Claxton       | Großbritannien | 13,39    |
| 4     | Edit Vári           | Ungarn         | 13,42    |
| 5     | Victoria Schreibeis | Österreich     | 13,54    |
| 6     | Arantza Loureiro    | Spanien        | 13,56    |
| 7     | Alexándra Kómnou    | Griechenland   | 13,76    |

### Vorlauf 2

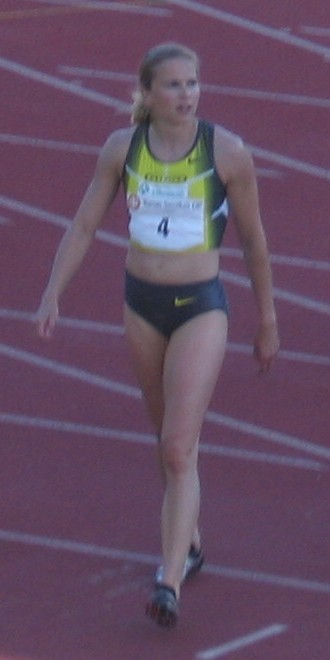
Johanna Halkoaho erreichte als Fünfte ihres Vorlaufs nicht die nächste Runde
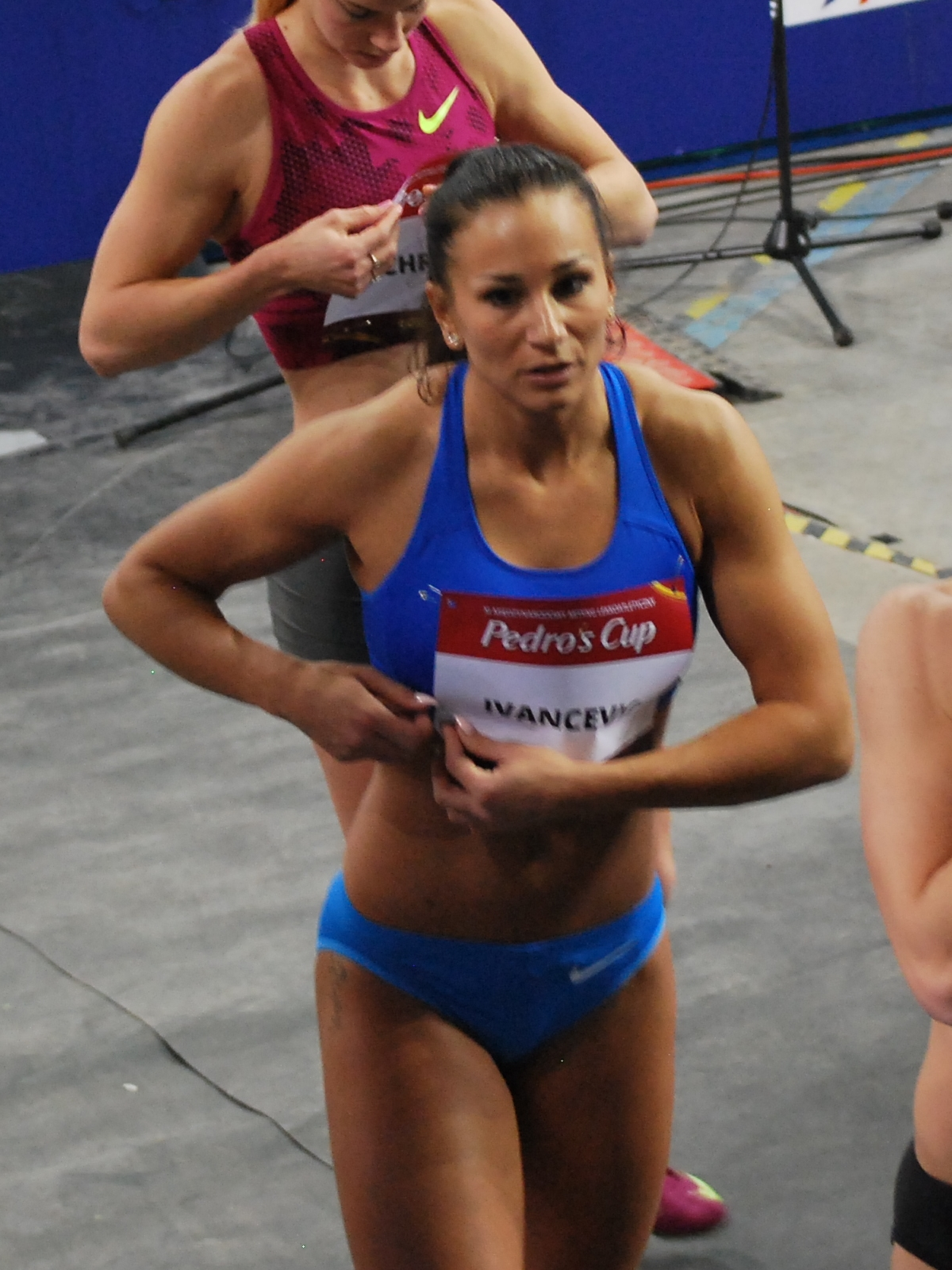
Auf Rang acht ihres Vorlaufs schied Andrea Ivančević in der Vorrunde aus

10. August 2006, 10:52 Uhr
Wind: −0,5 m/s
| Platz | Name                  | Nation     | Zeit (s) |
| ----- | --------------------- | ---------- | -------- |
| 1     | Alexandra Antonowa    | Russland   | 12,94    |
| 2     | Derval O’Rourke       | Irland     | 13,03    |
| 3     | Margaret Macchiut     | Italien    | 13,27    |
| 4     | Nicole Ramalalanirina | Frankreich | 13,34    |
| 5     | Johanna Halkoaho      | Finnland   | 13,47    |
| 6     | Radmila Vukmirovič    | Slowenien  | 13,49    |
| 7     | Mirjam Liimask        | Estland    | 13,54    |
| 8     | Andrea Ivančević      | Kroatien   | 13,60    |

### Vorlauf 3

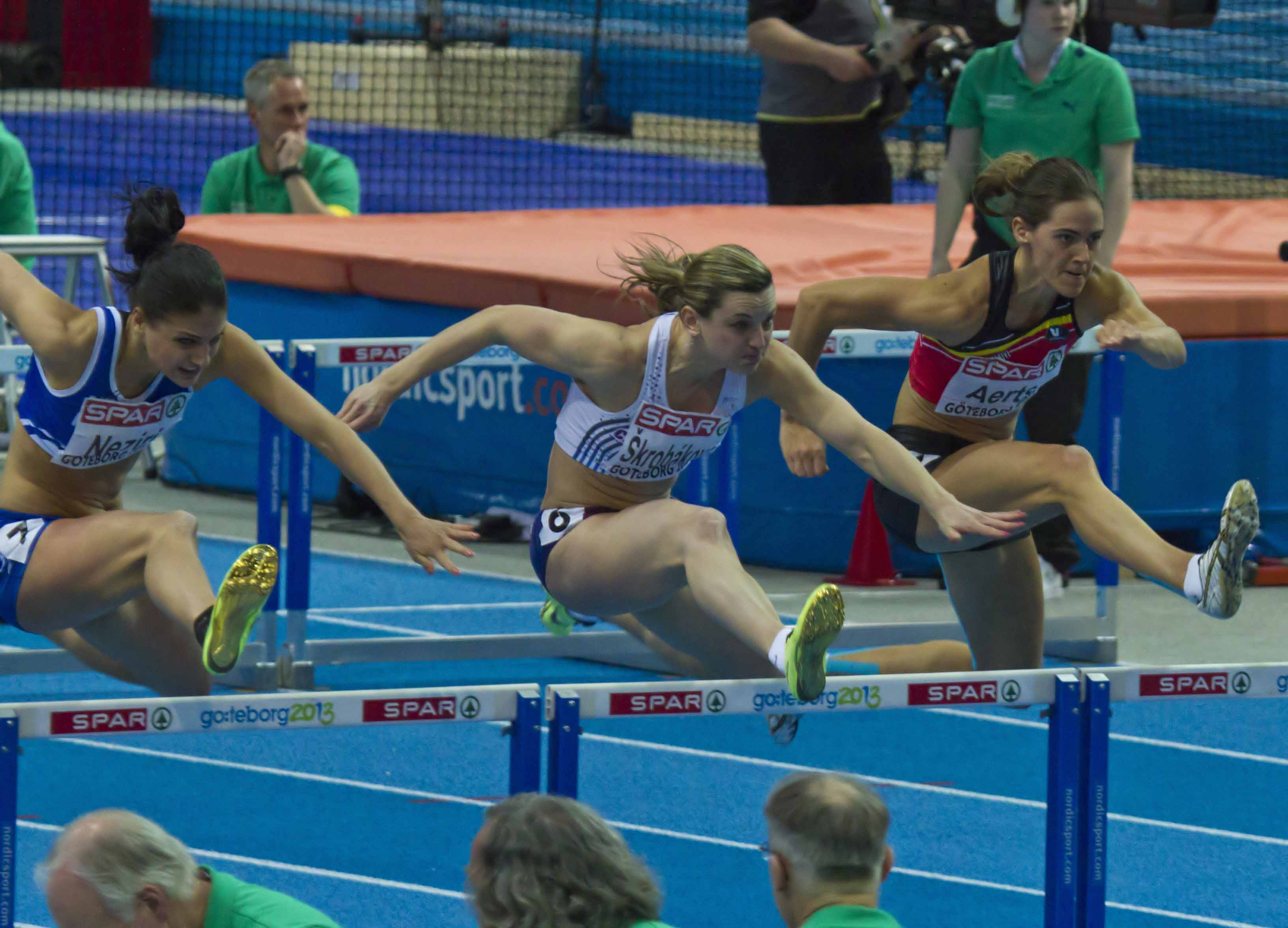
Lucie Martincová, spätere Lucie Škrobáková (Mitte), wurde Vierte ihres Vorlaufs und kam damit nicht ins Halbfinale
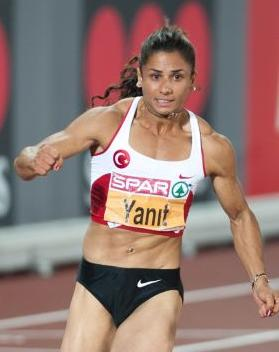
Nevin Yanıt erreichte im dritten Vorlauf nicht das Ziel – vier Jahre später wurde sie Europameisterin

10. August 2006, 10:59 Uhr
Wind: −1,2 m/s
| Platz | Name             | Nation         | Zeit (s) |
| ----- | ---------------- | -------------- | -------- |
| 1     | Adrianna Lamalle | Frankreich     | 13,07    |
| 2     | Flóra Redoúmi    | Griechenland   | 13,28    |
| 3     | Gemma Bennett    | Großbritannien | 13,40    |
| 4     | Lucie Martincová | Tschechien     | 13,45    |
| 5     | Irina Lenskiy    | Israel         | 13,47    |
| 6     | Aliuska López    | Spanien        | 13,73    |
| DNF   | Nevin Yanıt      | Türkei         |          |

### Vorlauf 4

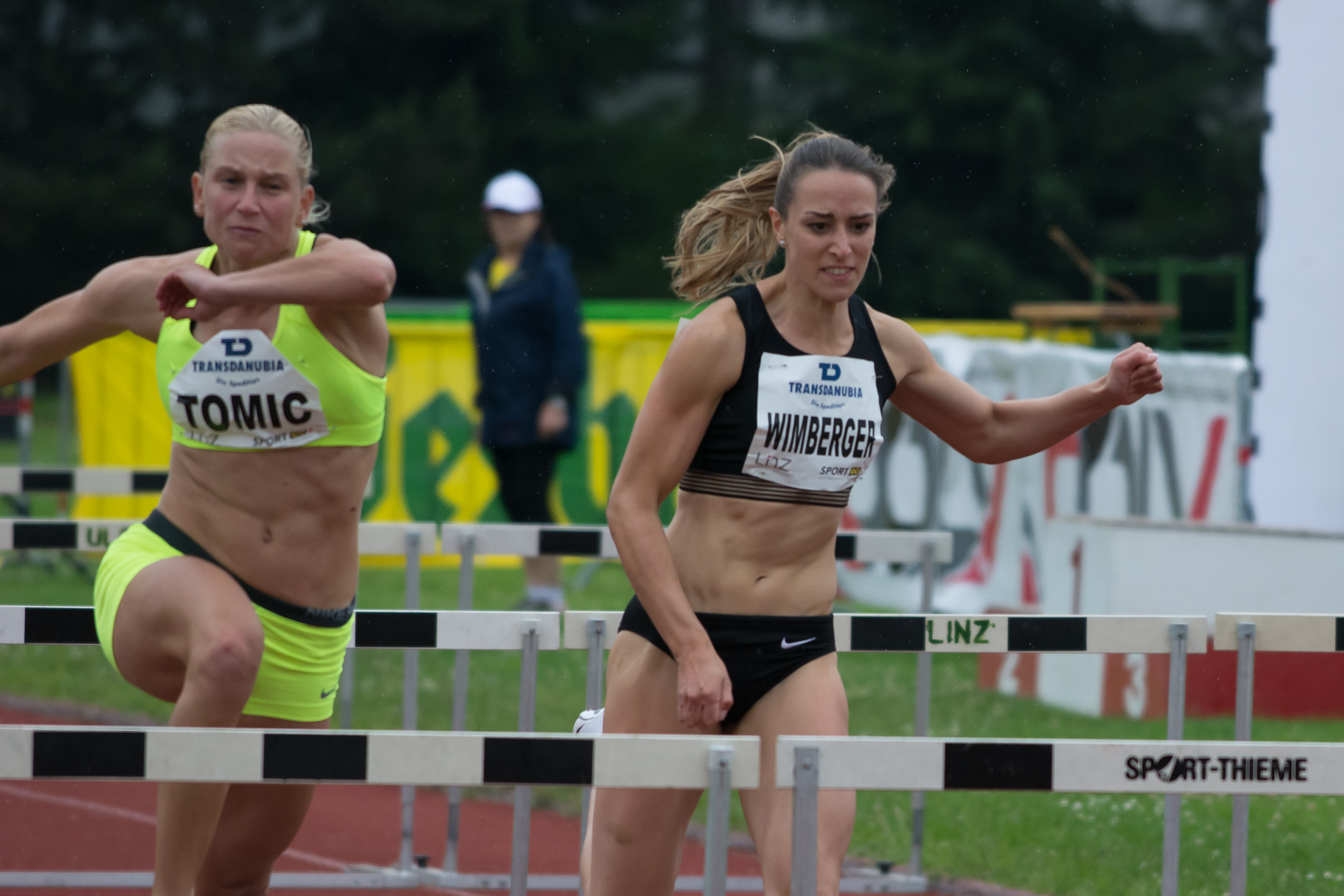
Für Marina Tomić (links), Siebte des vierten Vorlaufs, war der Wettkampf nach der Vorrunde beendet

10. August 2006, 11:06 Uhr
Wind: +0,3 m/s
| Platz | Name           | Nation         | Zeit (s) |
| ----- | -------------- | -------------- | -------- |
| 1     | Kirsten Bolm   | Deutschland    | 12,83    |
| 2     | Jenny Kallur   | Schweden       | 12,92    |
| 3     | Esen Kızıldağ  | Türkei         | 13,15    |
| 4     | Olga Korsunowa | Russland       | 13,21    |
| 5     | Sara McGreavy  | Großbritannien | 13,30    |
| 6     | Petra Seidlová | Tschechien     | 13,41    |
| 7     | Marina Tomić   | Slowenien      | 13,79    |

### Vorlauf 5

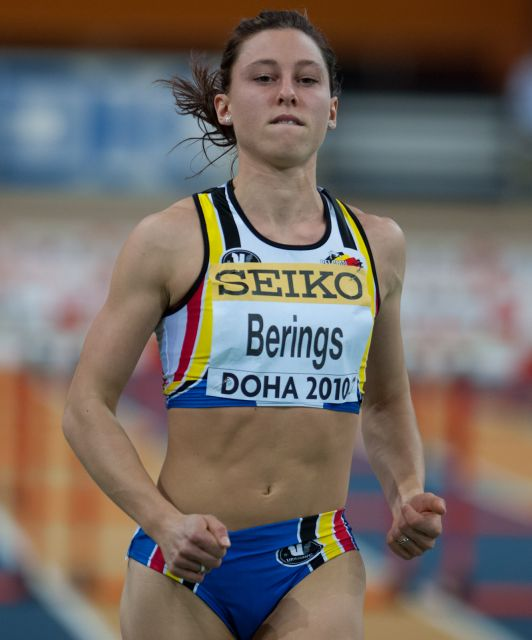
Eline Berings sechster Platz in ihrem Vorlauf reichte nicht zum Weiterkommen

10. August 2006, 11:13 Uhr
Wind: −0,5 m/s
| Platz | Name                   | Nation     | Zeit (s) |
| ----- | ---------------------- | ---------- | -------- |
| 1     | Aurelia Trywiańska     | Polen      | 12,96    |
| 2     | Glory Alozie           | Spanien    | 12,98    |
| 3     | Reïna-Flor Okori       | Frankreich | 13,07    |
| 4     | Micol Cattaneo         | Italien    | 13,15    |
| 5     | Piia Roslund           | Finnland   | 13,35    |
| 6     | Eline Berings          | Belgien    | 13,42    |
| 7     | Marie-Elisabeth Maurer | Österreich | 13,54    |
| 8     | Barbara Rustignoli     | San Marino | 16,05    |

## Halbfinale
17. August 2006, 17:35 Uhr
Aus den beiden Halbfinalläufen qualifizierten sich die jeweils ersten vier Athletinnen – hellblau unterlegt – für das Finale.

### Lauf 1

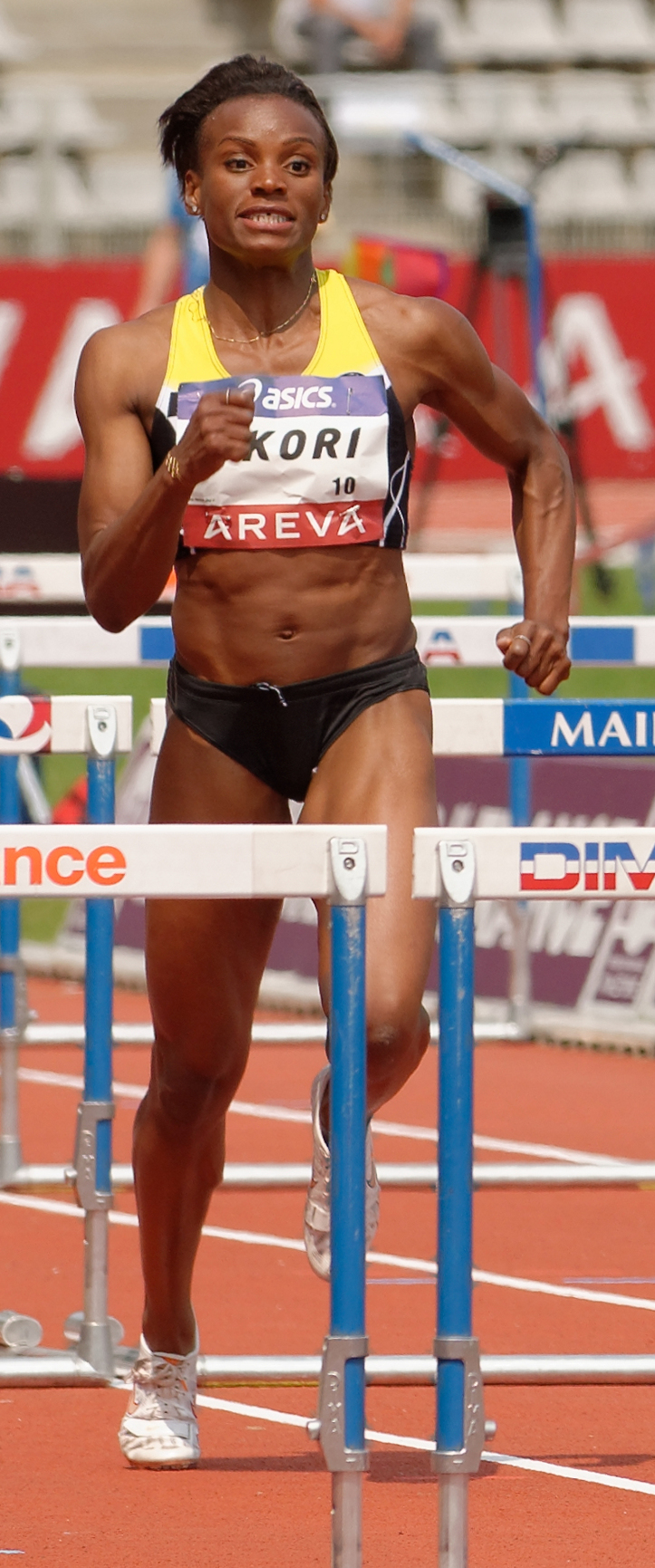
Reïna-Flor Okori verpasste das Finale um einen Rang bzw. drei Hundertstelsekunden

11. August 2006, 18:10 Uhr
Wind: −1,0 m/s
| Platz | Name               | Nation       | Zeit (s) |
| ----- | ------------------ | ------------ | -------- |
| 1     | Kirsten Bolm       | Deutschland  | 12,85    |
| 2     | Glory Alozie       | Spanien      | 12,89    |
| 3     | Alexandra Antonowa | Russland     | 12,98    |
| 4     | Jenny Kallur       | Schweden     | 13,04    |
| 5     | Reïna-Flor Okori   | Frankreich   | 13,08    |
| 6     | Flóra Redoúmi      | Griechenland | 13,15    |
| 7     | Olga Korsunowa     | Russland     | 13,29    |
| 8     | Margaret Macchiut  | Italien      | 13,31    |

### Lauf 2
11. August 2006, 18:20 Uhr
Wind: −0,7 m/s
| Platz | Name               | Nation         | Zeit (s) |
| ----- | ------------------ | -------------- | -------- |
| 1     | Susanna Kallur     | Schweden       | 12,76    |
| 2     | Adrianna Lamalle   | Frankreich     | 12,93    |
| 3     | Derval O’Rourke    | Irland         | 12,94    |
| 4     | Aurelia Trywiańska | Polen          | 12,98    |
| 5     | Tatjana Pawli      | Russland       | 13,00    |
| 6     | Esen Kızıldağ      | Türkei         | 13,24    |
| 7     | Micol Cattaneo     | Italien        | 13,38    |
| 8     | Sara McGreavy      | Großbritannien | 13,67    |

## Finale
11. August 2006, 19:50 Uhr
Wind: +0,5 m/s
| Platz | Name               | Nation      | Zeit (s) |
| ----- | ------------------ | ----------- | -------- |
| 1     | Susanna Kallur     | Schweden    | 12,59    |
| 2     | Kirsten Bolm       | Deutschland | 12,72    |
| 2     | Derval O’Rourke    | Irland      | 12,72 NR |
| 4     | Glory Alozie       | Spanien     | 12,86    |
| 5     | Aurelia Trywiańska | Polen       | 12,90    |
| 6     | Alexandra Antonowa | Russland    | 12,93    |
| 7     | Jenny Kallur       | Schweden    | 12,94    |
| 8     | Adrianna Lamalle   | Frankreich  | 12,99    |

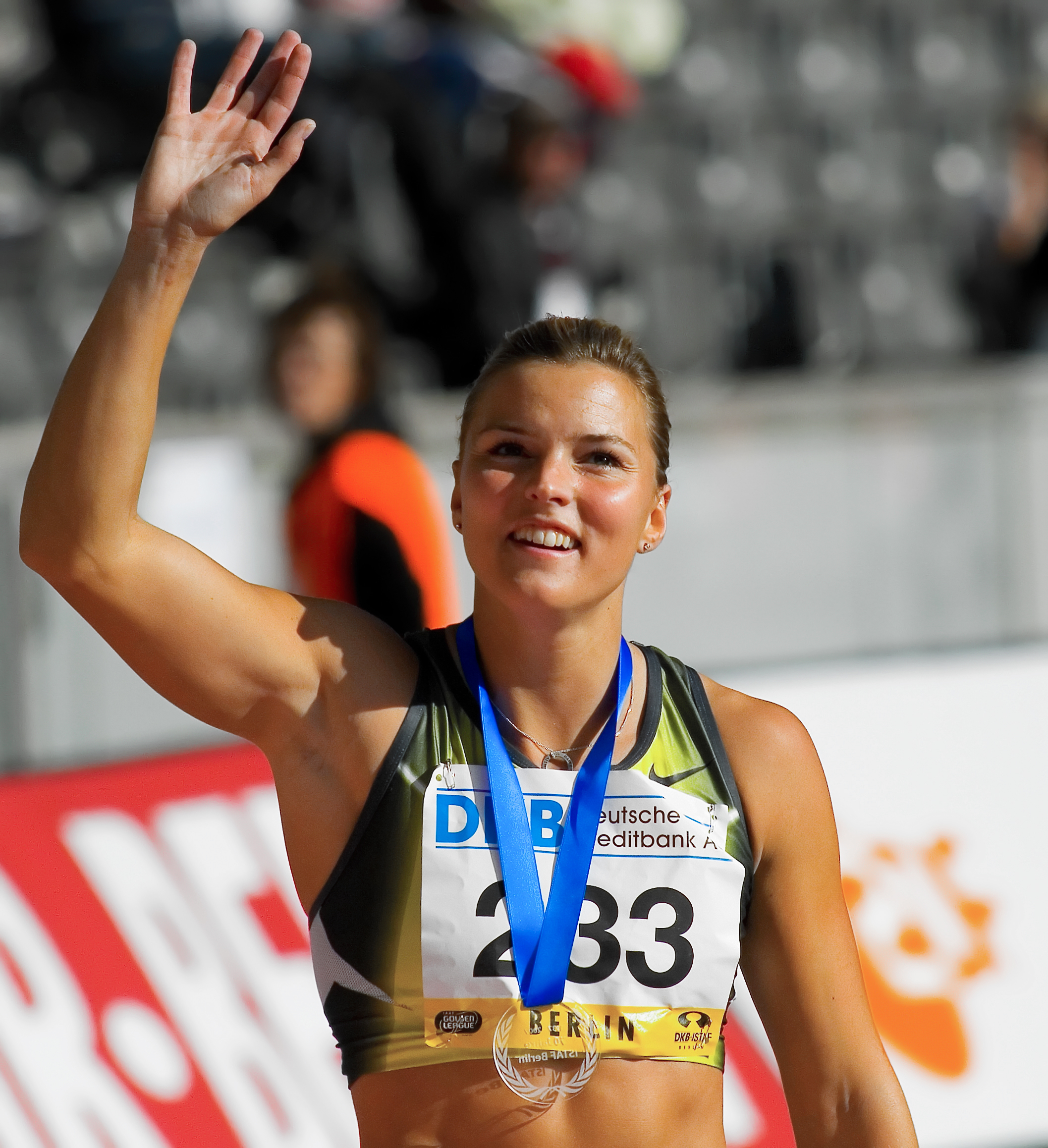
Nach Platz sieben vor vier Jahren wurde Susanna Kallur Europameisterin

Susanna Kallur errang das erste Gold einer schwedischen Läuferin, seitdem 1982 Ann-Louise Skoglund den 400-Meter-Hürdenlauf gewonnen hatte. Da Susanna Kallurs Zwillingsschwester Jenny nur Siebte wurde, konnten die Kallur-Schwestern nicht den Erfolg der Brüder Mirosław Wodzyński und Leszek Wodzyński wiederholen, die als Geschwister im 110-Meter-Hürdenlauf bei den Europameisterschaften 1974 zwei Medaillen gewonnen hatten.
Zunächst wurde die Irin Derval O’Rourke mit Landesrekord als alleinige Zweitplatzierte geführt. Nach Auswertung der beiden Zielfotos legte die deutsche Mannschaft Protest ein, dem stattgegeben wurde. So bekam Kirsten Bolm ebenfalls Silber überreicht.

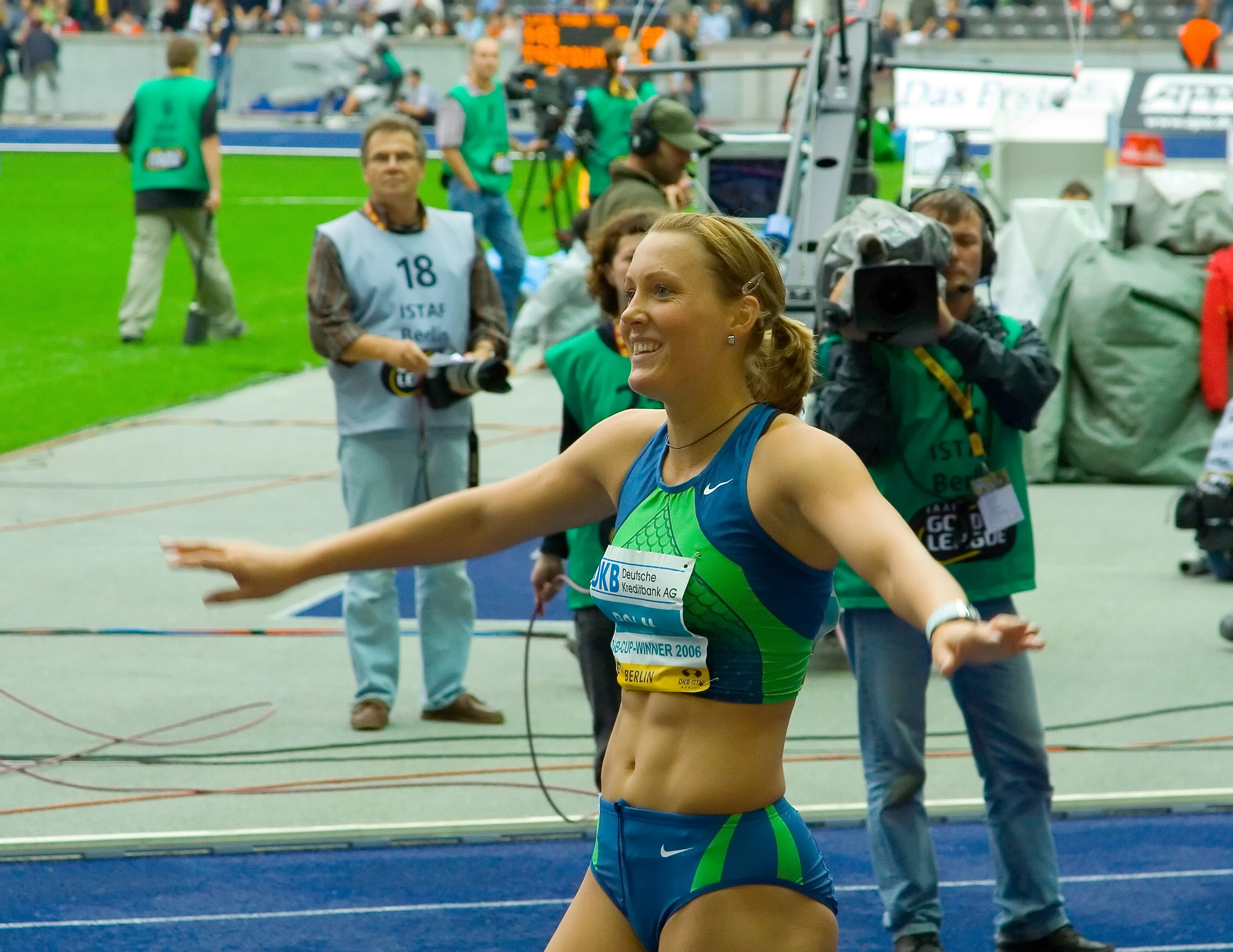
Kirsten Bolm, eine von zwei Silbermedaillengewinnerinnen
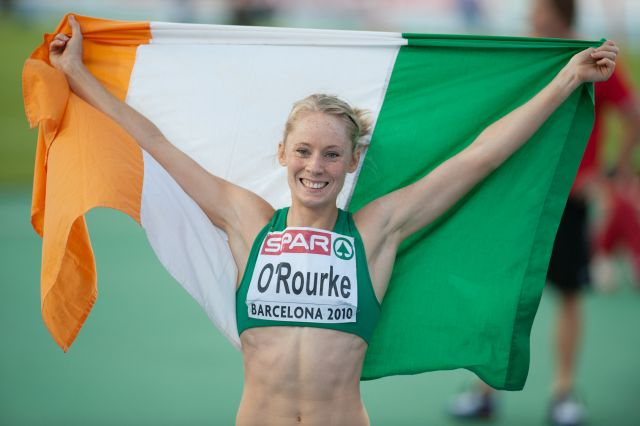
Derval O’Rourke errang ebenfalls Silber – sie wiederholte diesen Erfolg vier Jahre später
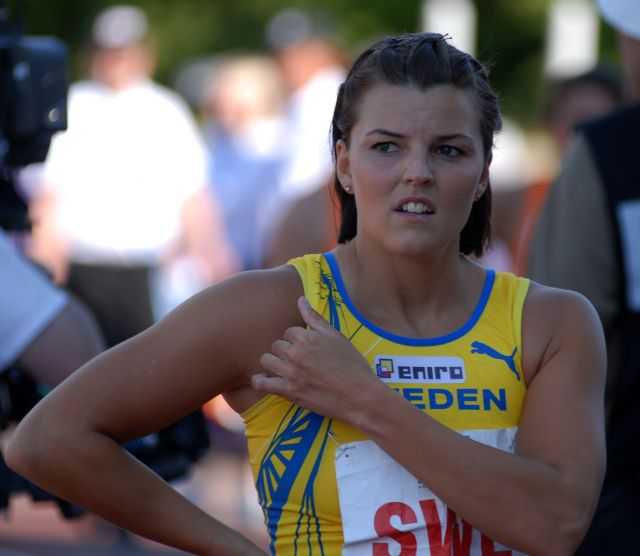
Jenny Kallur, Zwillingsschwester der Siegerin Susanna Kallur, belegte Rang sieben

## Videolinks
- 2006 European Championships Women's 100m Hurdles, youtube.com, abgerufen am 30. Januar 2023
- SPECTACULAR performance from hurdle champion Susanna Kallur, youtube.com, abgerufen am 30. Januar 2023